# Codice: Swordfish
Codice: Swordfish (Swordfish) è un film del 2001 diretto da Dominic Sena.

## Trama
Seduto al tavolino di un bar, un certo Gabriel parla di cinema insieme all'agente J.T. Roberts e ad altre persone. Finita la conversazione, superando svariati poliziotti che gli puntano addosso le loro armi, si reca poi dall'altra parte della strada dove si scopre che ha preso in ostaggio decine di persone. Alcuni agenti cercano di trarre in salvo una di queste ma l'esplosivo che ha addosso esplode scatenando distruzione ovunque.
(L'azione si sposta quindi a quattro giorni prima.)
Stanley Jobson è il miglior hacker del mondo ed è in libertà vigilata con il divieto di utilizzare qualsiasi computer e di avvicinarsi alla figlia Holly, affidata esclusivamente alla madre Melissa, una pornostar alcolizzata, ora risposata con un ricco produttore di film a luci rosse.
Un giorno, Stanley viene sollecitato dall'affascinante Ginger Knowles a recarsi dal suo capo, Gabriel, un agente segreto che agisce fuori dai limiti della legalità, per infiltrarsi in un sistema informatico e rubare soldi da un fondo che ufficialmente non esiste poiché utilizzato per la corruzione di funzionari pubblici tramite un'operazione denominata "Swordfish"; col tempo, la cifra versata su quella piattaforma è arrivata ad ammontare a oltre nove miliardi di dollari. In cambio, Stanley guadagnerà 10 milioni di dollari e perciò accetta, sperando di poter ottenere dal tribunale l'affidamento della figlia. Peraltro, egli viene scelto anche perché la prima scelta di Gabriel è un altro hacker, Axl Torvalds, che viene arrestato perché in possesso di documenti contraffatti e ucciso dagli sgherri di Gabriel prima che J.T. Roberts possa estorcergli informazioni importanti. Durante il lavoro, Stanley scopre che Gabriel è capo della "Cellula nera", un gruppo segreto creato da J. Edgar Hoover per attaccare i terroristi che minacciano gli Stati Uniti, mentre Ginger è un'agente dell'antidroga che lavora sotto copertura per poter incastrarlo. Intanto, il senatore Reisman, che sovrintende la "Cellula nera", viene a sapere che l'FBI ha iniziato il monitoraggio su Gabriel e gli ordina di abbandonare tutto ma questi si rifiuta, così l'altolocato ordina ad alcuni suoi uomini di ucciderlo.
Stanley, mentre lavora al suo incarico, rinviene nello scantinato del suo nuovo datore di lavoro un cadavere ibernato identico a quest'ultimo. Gabriel lo trova sconvolto e lo porta a giro in macchina, giusto in tempo per scampare all'attentato ordito da Reisman, il quale viene poi scovato e freddato dal suo ex socio.
Stanley, sconvolto dalla violenza che vede esplodere intorno a lui, fugge e si reca a casa dell'ex moglie; qui scopre la donna e l'attuale marito uccisi mentre Holly è stata rapita dagli scagnozzi di Gabriel; questi promette di rilasciare la bambina a condizione che lui lo aiuti a rapinare la banca dove sono custoditi i soldi che la "Cellula nera" intende usare per la lotta al terrorismo. Durante il colpo Gabriel prende in ostaggio tutti i presenti mettendo esplosivi su dei cuscinetti collocati nei loro vestiti. J.T. Roberts, la polizia e l'FBI arrivano sul posto, circondano l'edificio e, con l'intenzione di prendere Gabriel, uccidono uno degli attentatori ma, nel tentativo di portare in salvo un ostaggio, fanno scattare l'esplosivo, provocando la devastazione degli edifici e dei veicoli e la morte di diverse persone. (Siamo quindi tornati all'inizio del film.)
Gabriel ordina a Stanley di spostare i soldi in una banca di Montecarlo usando Holly come merce di scambio ma Stanley, con un diversivo, riesce a far fuggire la figlia. Stanley aveva previsto che il trasferimento venisse annullato dopo un congruo periodo di tempo per dare a lui e alla figlia la possibilità di mettersi in salvo; purtroppo l'operazione avviene quando ancora egli non è uscito dalla banca, per cui Gabriel minaccia di far impiccare Ginger qualora la funzione non venga ripristinata. Nonostante l'hacker riesca nell'impresa, Gabriel spara alla donna uccidendola dichiarando di averne scoperto la vera identità da agente della DEA, dopodiché fugge con i suoi scagnozzi portando via gli ostaggi su un autobus. Durante il viaggio, il mezzo viene sollevato da un elicottero e trasportato sul tetto di un grattacielo. Gabriel disattiva infine le bombe posizionate sugli ostaggi e si allontana con i suoi uomini verso un altro elicottero che Stanley però riesce ad abbattere con un bazooka che si trovava nell'autobus.
Indagando, la polizia scopre che Ginger non era un'agente sotto copertura e che stava solo lavorando per Gabriel, infatti ella è viva e vegeta poiché portava addosso un giubbotto antiproiettile; peraltro il cadavere che Stanley riconosce essere di Gabriel appartiene invece a un ex agente del Mossad di nome Gabriel Shear, il cui corpo era quello trovato ibernato da Stanley. Infine, quest'ultimo ottiene la custodia di sua figlia.
Poco tempo dopo Ginger e quello che è il vero "Gabriel" raggiungono Montecarlo e lì prelevano i soldi, dopodiché salgono su un fuoribordo dove assistono all’esplosione di un grande e lussuoso yacht. La voce fuoricampo di un telegiornale rivela allo spettatore che a bordo vi era un famoso terrorista antiamericano, il terzo a morire in circostanze misteriose in quelle settimane. "Gabriel" e Ginger sono tornati al lavoro.

## Accoglienza
Il film, costato 102 milioni, ne ha incassati circa 147 in tutto il mondo.

## Riconoscimenti
- 2009 - Razzie Awards
  - Nomination Peggior attore del decennio a John Travolta
- 2001 - Razzie Awards
  - Nomination Peggior attore protagonista a John Travolta
- 2002 - BET Awards
  - Miglior attrice a Halle Berry
- 2002 - BMI Film & TV Award
  - Miglior colonna sonora a Paul Oakenfold e Christopher Young
- 2002 - Image Award
  - Miglior attrice a Halle Berry
- 2002 - Taurus World Stunt Awards
  - Nomination Miglior lavoro con un veicolo
  - Nomination Miglior Stunt Specialistico
  - Nomination Miglior Coordinatore di Stunt e/o Direttore delle Unità in seconda a Dan Bradley
- 2001 - Golden Schmoes Awards
  - Miglior T&A a Halle Berry
  - Nomination Miglior sequenza d'azione (L'esplosione dell'entrata)
  - Nomination Scena più memorabile (L'esplosione dell'entrata)

## Curiosità ed errori
- Il film è citato nell'episodio della quinta stagione di Chuck, "Chuck vs. Omen".
- Stanley Jobson è un probabile riferimento a Steve Jobs, mentre Axl Torvalds è un omaggio a Linus Torvalds, creatore di Linux.
- John Travolta, anche per il film Unico testimone dello stesso anno, ha ricevuto una candidatura per i Razzie Award al peggior attore protagonista.
- Nella scena finale, quando Gabriel e Ginger si recano a Montecarlo, sia all'esterno della banca, su un balcone, che all'interno della stessa, nell'atrio, campeggiano le bandiere della Francia e dell'Europa: questo è un doppio errore, poiché Montecarlo appartiene a un altro Stato, il Principato di Monaco, che non fa parte dell'Unione Europea.